# Набор космонавтов для полёта на корабле «Восход» (1964)
Набор космонавтов для полёта на корабле «Восход» — специальный набор космонавтов из числа учёных, врачей и инженеров, проводившийся Центром подготовки космонавтов ВВС в 1964 году для полёта на новом многоместном космическом корабле «Восход». В группу было отобрано семь новых кандидатов в космонавты и в качестве командиров экипажей включены два космонавта из первого отряда (группа ВВС № 1).
12 октября 1964 года состоялся запуск первого в мире экипажа многоместного корабля «Восход-1» в составе: В. М. Комаров (командир), К. П. Феоктистов (инженер, проектировщик корабля «Восход») и Б. Б. Егоров (врач, учёный). В марте 1965 года в ходе полёта второго пилотируемого многоместного корабля «Восход-2», в состав экипажа которого входили космонавты из группы ВВС № 1 П. И. Беляев и А. А. Леонов, был совершён первый в мире выход в открытый космос космонавтом Леоновым.
В 1966—1967 годах были запланированы ещё пять пилотируемых полётов на кораблях «Восход», в состав экипажей которых были включёны два участника спецнабора 1964 года, но в 1966 году, после смерти С. П. Королёва, космическая программа «Восход» была закрыта.
Из семи космонавтов специального набора 1964 года космические полёты совершили только три космонавта.

## История
13 марта 1964 года на заседании Военно-промышленной комиссии Совета Министров СССР было принято решение ВПК № 39 о переделке одноместного космического корабля «Восток» в многоместный «Восход». Руководству Военно-воздушных сил было поручено готовить к полёту экипаж в составе: космонавт, учёный и врач. Пуск нового космического корабля предварительно намечался на первую половину августа 1964 года. 14 марта на совещании у первого заместителя главнокомандующего ВВС маршала С. И. Руденко было решено отобрать для прохождения медицинской комиссии 30 врачей и 30 учёных, чтобы выбрать из них шесть человек для непосредственной подготовки к полёту. Проведение отбора гражданских кандидатов, которых руководитель подготовки первых советских космонавтов помощник Главнокомандующего ВВС по космосу генерал-лейтенант Н. П. Каманин называл «пассажирами», планировалось завершить до 30 апреля.
Весной 1964 года успешно прошёл медицинское обследование в Центральном научно-исследовательском авиационном госпитале (ЦНИИАГ) один из трёх кандидатов лётчиков-испытателей от Министерства авиационной промышленности для участия в полёте на корабле «Восход» — Владимир Бендеров.
В начале апреля 1964 года были определены требования к новым кандидатам в космонавты: возраст — до 40 лет, рост — от 160 до 175 сантиметров, вес — до 80 килограммов. В связи с малым сроком подготовки были установлены более жёсткие требования к вестибулярной устойчивости, но снижены требования по зрению и слуху, допускалось наличие некоторых дефектов здоровья, не имеющих отношения к переносимости факторов космического полёта.
В конце марта — начало апреля 1964 года начался отбор кандидатов в космонавты учёных и врачей. Академия наук СССР представила 18 кандидатов в космонавты от учёных. Медицинскую комиссию в ЦНИИАГ смогли пройти из них только двое: доктор технических наук Георгий Катыс (ранее участвовал во втором наборе космонавтов ЦПК ВВС) и учёный математик Олег Москалёв.
2 апреля была сформирована группа из 50 кандидатов — врачей Центра подготовки космонавтов ВВС, Института авиационной и космической медицины (ИАиКМ) и Института медико-биологических проблем (ИМБП), медицинскую комиссию из которых прошли только 8 человек: Борис Егоров, Игорь Иванов, Василий Лазарев, Борис Поляков, Геннадий Простокашин, Юрий Сенкевич, Алексей Сорокин и Гелиос Ярошенко.
26 мая 1964 года состоялось заседание мандатной комиссии под председательством Н. П. Каманина по отбору врачей и учёных в экипажи кораблей «Восход». Мандатная комиссия рекомендовала зачислить в группу врачей Бориса Егорова, Василия Лазарева, Бориса Полякова, Алексея Сорокина и учёного Георгия Катыса. Приказом Главкома ВВС от 29 мая 1964 года все они были зачислены в группу подготовки к полёту.
В конце апреля 1964 года был согласован список кандидатов в космонавты из 14 инженеров ОБК-1. Семь кандидатов на первоначальном этапе отсеялись. В мае медицинское обследование в ЦНИИАГ прошли лишь четверо: Владислав Волков, Валерий Кубасов, Константин Феоктистов и Валерий Яздовский. 11 июня 1964 года решением мандатной комиссии для подготовки к полету от ОКБ-1 был отобран Константин Феоктистов.
В июне 1964 года для подготовки к полёту в качестве командиров экипажей корабля «Восход» были направлены военные лётчики-космонавты из первого отряда космонавтов ВВС (группа ВВС № 1) Борис Волынов и Владимир Комаров, после чего группа из 9 человек приступила к специальной подготовке к полёту. После переделок амортизации кресел космонавтов в корабле «Восход» были определены максимальные ограничения по росту сидя для космонавтов (90-91 см). По этим критериям не подходили Катыс и Бендеров имеющий рост сидя - 95 сантиметров, и Дёмин - 98 сантиметров. Рассматривался вопрос о снятии всех троих с подготовки к полёту, но они были оставлены в группе, после того как для них были изготовлены индивидуальные заголовники для кресел. 2 июля 1964 года по медицинским показателям были сняты с подготовки Борис Поляков и Владимир Бендеров.
В начале июля 1964 года были сформированы основной и дублирующий экипажи. В основной экипаж вошли Борис Волынов, Георгий Катыс и Борис Егоров, в дублирующий — Владимир Комаров, Константин Феоктистов, Алексей Сорокин и Василий Лазарев. Однако через некоторое время основной и дублирующий экипажи поменяли местами, но в основном экипаже по настоянию С. П. Королёва оставили врача Бориса Егорова. 12 августа на заседании Государственной комиссии С. П. Королёв также настоял на включении в состав основного экипажа инженера-проектанта корабля «Восход» Константина Феоктистова, несмотря на то, что у Феоктистова были проблемы со здоровьем. 
9 октября 1964 года Госкомиссия утвердила основной экипаж корабля «Восход» в составе: Владимир Комаров (командир), Константин Феоктистов (инженер), Борис Егоров (врач). В состав дублирующего экипажа были утверждены: Борис Волынов, Георгий Катыс и Алексей Сорокин. Резервным врачом-космонавтом для обоих экипажей был утверждён Василий Лазарев.
12 октября 1964 года состоялся старт первого в мире экипажа многоместного корабля «Восход-1». Кабина корабля была рассчитана на двух человек в скафандрах, поэтому три космонавта летели только в лёгких тренировочных костюмах. Полёт продолжительностью более суток и был завершен успешно.
В марте 1965 года в ходе полёта второго пилотируемого многоместного корабля «Восход-2», в состав экипажа которого входили космонавты из первого отряда космонавтов ВВС (группа ВВС № 1) П. И. Беляев и А. А. Леонов, был совершён первый в мире выход человека в открытый космос.
Всего было запланировано семь космических пилотируемых полётов на кораблях «Восход». Участники спецнабора 1964 года врач Сорокин в ноябре 1964 года покинул группу, а врач Лазарев в январе 1966 года был переведён в группу 3-го набора космонавтов. Среди участников спецнабора 1964 года в группе подготовки оставался один — Георгий Катыс, который готовился к 18-суточному полёту для научных и военных исследований на космическом корабле «Восход-3» и к многосуточному полёту с созданием искусственной силы тяжести на корабле «Восход-7». Также к полёту на одном из кораблей «Восход» по медицинской программе с хирургической операцией на животном (кролике) готовился ещё один участник спецнабора 1964 года, но не зачисленный в группу, врач Юрий Сенкевич
Из семи участников специального набора 1964 года отобранных по программе «Восход» совершили космический полёт только три человека Феоктистов и Егоров на корабле «Восход-1», и врач Лазарев на кораблях «Союз».

## Список космонавтов специального набора для полёта на корабле «Восход»
| Список космонавтов специального набора для полёта на корабле „Восход“ (1964 год)                | Список космонавтов специального набора для полёта на корабле „Восход“ (1964 год) | Список космонавтов специального набора для полёта на корабле „Восход“ (1964 год) | Список космонавтов специального набора для полёта на корабле „Восход“ (1964 год) | Список космонавтов специального набора для полёта на корабле „Восход“ (1964 год) | Список космонавтов специального набора для полёта на корабле „Восход“ (1964 год) | Список космонавтов специального набора для полёта на корабле „Восход“ (1964 год) | Список космонавтов специального набора для полёта на корабле „Восход“ (1964 год) | Список космонавтов специального набора для полёта на корабле „Восход“ (1964 год) |
| №                                                                                               | Фотография                                                                       | ФИО                                                                              | Дата рождения                                                                    | Порядковый номер                                                                 | Профессия и место работы до поступления в отряд                                  | Данные о полётах                                                                 | Дата выхода из отряда                                                            | Примечание                                                                       |
| ----------------------------------------------------------------------------------------------- | -------------------------------------------------------------------------------- | -------------------------------------------------------------------------------- | -------------------------------------------------------------------------------- | -------------------------------------------------------------------------------- | -------------------------------------------------------------------------------- | -------------------------------------------------------------------------------- | -------------------------------------------------------------------------------- | -------------------------------------------------------------------------------- |
| 1                                                                                               |                                                                                  | Бендеров Владимир Николаевич                                                     | 4 августа 1924 года                                                              | —                                                                                | ОКБ-156, инженер-испытатель авиационной техники                                  | —                                                                                | 2 июля 1964 года (по медицинским показателям)                                    | погиб 3 июня 1973 года                                                           |
| 2                                                                                               |                                                                                  | Егоров Борис Борисович                                                           | 26 ноября 1937 года                                                              | 9-й космонавт СССР                                                               | ИМБП, учёный, врач                                                               | 12-13.10.1964 „Восход-1“                                                         | 1982                                                                             | умер 12 сентября 1994 года                                                       |
| 3                                                                                               |                                                                                  | Катыс Георгий Петрович                                                           | 31 августа 1926 года                                                             | —                                                                                | Институт автоматики и телемеханики, учёный                                       | —                                                                                | сентябрь 1974 года                                                               | умер 7 августа 2017 года                                                         |
| 4                                                                                               |                                                                                  | Лазарев Василий Григорьевич                                                      | 23 февраля 1928 года                                                             | 26-й космонавт СССР                                                              | ГНИИ АиКМ, лётчик-испытатель, врач                                               | 27-29.09.1973 „Союз-12“, 05-05.04.1975 „Союз-18“                                 | 27 ноября 1985 года                                                              | умер 31 декабря 1990 года                                                        |
| 5                                                                                               |                                                                                  | Поляков Борис Иванович                                                           | 10 мая 1938 года                                                                 | —                                                                                | Институт биофизики АМН СССР, учёный, врач                                        | —                                                                                | 2 июля 1964 года (по медицинским показателям)                                    |                                                                                  |
| 6                                                                                               |                                                                                  | Сорокин, Алексей Васильевич                                                      | 30 марта 1931 года                                                               | —                                                                                | ЦПК ВВС, врач                                                                    | —                                                                                | ноябрь 1964 года                                                                 | умер 11 января 1976 года                                                         |
| 7                                                                                               |                                                                                  | Феоктистов Константин Петрович                                                   | 7 февраля 1926 года                                                              | 8-й космонавт СССР                                                               | ОКБ-1, инженер, руководитель проектирования корабля „Восход“                     | 12-13.10.1964 „Восход-1“                                                         | октябрь 1980 года                                                                | умер 21 ноября 2009 года                                                         |
| Перевод в группу из первого набора космонавтов (июнь 1964 года) в качестве командиров экипажей. |                                                                                  |                                                                                  |                                                                                  |                                                                                  |                                                                                  |                                                                                  |                                                                                  |                                                                                  |
| 8                                                                                               |                                                                                  | Волынов Борис Валентинович                                                       | 18 декабря 1934 года                                                             | 14-й космонавт СССР                                                              | ВВС, лётчик                                                                      | 15-18.01.1969 „Союз-5“, 06.07-24.08.76 „Союз-21“-»Салют-5"                       | 17 марта 1990 года                                                               |                                                                                  |
| 9                                                                                               |                                                                                  | Комаров Владимир Михайлович                                                      | 16 марта 1927 года                                                               | 7-й космонавт СССР                                                               | ВВС, лётчик                                                                      | 12-13.10.1964 «Восход-1», 23-24.04.1967 «Союз-1»                                 | 24 апреля 1967 года                                                              | погиб 24 апреля 1967 года                                                        |